# Smeren en verteren
Smeren en verteren is het bewerken en beïnvloeden van potentiële opdrachtgevers om op die manier de opdracht te krijgen. De beïnvloeding kan plaatsvinden door de personen in een organisatie die besluiten nemen, in de watten te leggen en uit te nodigen voor bijvoorbeeld een golfpartijtje, concerten en wedstrijden in een skybox van een voetbalstadion.
In Nederland is binnen het bedrijfsleven smeren en verteren in gebruik om opdrachten binnen te halen, maar dit is verboden voor de overheid door middel van gedragsregels. Het smeren en verteren betreft al het week maken, bewerken en gunstig willen stemmen van overheidsdienaren om op die manier informatie te vergaren over een aanbesteding en/of het verkrijgen van een gunstigere positie bij de ambtenaren die het besluit moeten nemen. Dit zijn praktijken die de onafhankelijkheid niet bevorderen en zorgt voor een groter risico op fraude, belangenverstrengeling en niet integer handelen. Ambtenaren die te maken hebben met smeren en verteren zijn kwetsbaar en voor hen is het moeilijker om onafhankelijk een besluit te nemen. Ze lopen dan het risico om niet scherp te onderhandelen en de overheid betaalt dan te veel.

## Nederlandse overheid
In 2002 werd er door de parlementaire enquête naar bouwfraude vastgesteld dat er binnen de betrokken bouwbedrijven een cultuur heerste van smeren en verteren. Naar aanleiding van deze parlementaire enquête zijn er strengere gedragsregels opgesteld.
In 2014/2015 bracht Zembla aan het licht dat ICT-consultancybedrijf Ordina diverse ambtenaren van de overheid heeft benaderd en getracht heeft te beïnvloeden door het organiseren van golfpartijtjes en andere uitjes om zo inlichtingen te vergaren en een gunstigere posities te verkrijgen bij aanbestedingen van ICT-projecten.
In 2015 werden ambtenaren bij politie en defensie vervolgd op verdenking van corruptie bij aanbesteding van het wagenpark. Beïnvloeding zou plaats hebben gevonden door het verstrekken van cadeaus voor de auto's van de ambtenaren, en door het aanbieden van buitenlandse reizen.